# Partido Comunista do Povo Galego
El Partit Comunista del Poble Gallec és una organització marxista-leninista partidària de l'autodeterminació de Galícia fundada l'any 1984 i registrada al 1993.

## Història
El Partit sorgeix del procés de recomposició comunista impulsat als anys vuitanta en tot l'estat dels sectors contraris a l'orientació eurocomunista imperant en la direcció del PCE i crítics amb la Transició, que portaria a la creació de diverses estructures com el Partit Comunista (PC), predecessor del que després va ser el PCPE, o el Partit dels i les Comunistes de Catalunya. En aquest context, creen el nou partit gallec i mantenen la referència partidària amb el PCPE fins al 2008, quan trenquen els seus vincles a causa de les seves discrepàncies pel que fa a la qüestió nacional i a la pertinència de participar en les eleccions generals d'aquell any.
El 2011 i 2012 el PCPG va participar en el Fòrum per a la Unitat Comunista Gallega (FUCG), tant d'origen històric estatal com de tradició independentista. Aquesta proposta es va fer aleshores amb l'organització maoista Ateneu Proletari Gallec i amb l'organització leninista Forja!. La iniciativa no va tenir èxit i el PCPG va continuar el camí.
A les eleccions al Parlament Europeu del 2014 va demanar el vot per a la coalició sobiranista Els Pobles decideixen, en què participaven altres forces d'esquerra i nacionalistes. A les eleccions tant generals com locals de 2015 el PCPG va participar a NÓS-Candidatura Galega, coalició impulsada pel Bloc Nacionalista Gallec (BNG). Diversos membres del PCPG van participar, així mateix, en algunes llistes electorals de la coalició, que va obtenir el 4'32% dels vots. En les mateixes eleccions, el Secretari General del PCPG va concórrer com a candidat al Senat per la província de Pontevedra, obtenint 31.375 vots (2'08% del total). També va donar suport amb altres forces gallegues a la CUP per a les eleccions al Parlament i va formar part de la plataforma unitària de solidaritat Galiza amb Catalunya.

## Vegeu més
- Bloc Nacionalista Gallec
- Partit Comunista dels Pobles d'Espanya